# Nicky Hayden

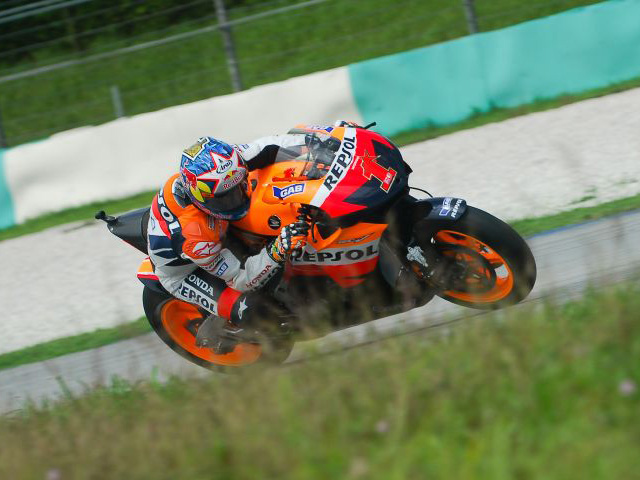
Nicky Hayden op het Sepang International Circuit

Nicholas "Nicky" Patrick Hayden (Owensboro, 30 juli 1981 – Cesena, 22 mei 2017) was een Amerikaans motorcoureur. Hij werd in 2006 wereldkampioen in de MotoGP-klasse. Zijn bijnaam was The Kentucky Kid.

## Biografie

### Het begin en AMA-kampioenschap
Al op heel jonge leeftijd racete Hayden in wedstrijden tegen jongens die twee keer zo oud waren als hijzelf. Vaak startte hij achter in het startveld waarbij zijn motor overeind werd gehouden door een familielid omdat zijn benen nog te kort waren om de grond te raken.
Vanaf zijn zeventiende jaar reed hij op fabrieks Honda Superbikes terwijl hij tussen de races door nog naar school ging. In 2001 reed hij het eerste volledige seizoen in de Amerikaanse (AMA) superbikeklasse. Hij eindigde op de derde plaats, 40 punten minder dan kampioen Mat Mladin en nummer twee Eric Bostrom. Het daaropvolgende seizoen wist hij de Daytona 200 te winnen op een Honda-superbike en werd de jongste AMA-kampioen voor drievoudig kampioen Mladin. Hij nam ook deel aan de wereldkampioenschap superbike-races op Laguna Seca maar botste met Noriyuki Haga in race twee.

### Grand National-kampioenschap
Hayden was een van de vele Amerikaanse wegracers die zijn opgegroeid in de dirt-trackracerij.
In 1999 won hij zijn eerste dirt-trackrace, de Hagerstown Half Mile, en werd "nieuweling van het jaar" ("Rookie of the Year"). Daarnaast werd hij door de AMA uitgeroepen tot "atleet van het jaar".
In 2000 won Nicky Hayden de "Springfield Short Track". Hoewel hij in 2002 slechts aan een handjevol dirt-trackwedstrijden deelnam, wist hij toch vier races op zijn naam te schrijven: "Springfield Short Track" (twee keer), "Springfield TT Steeplechase" en "Peoria TT Steeplechase". In de "Springfield TT-race" behaalden de drie Hayden-broers de eerste drie plaatsen: achtereenvolgens Nicky, Tommy en Roger Lee. De overwinning in de "Peoria TT" in 2002 is bekend omdat hij daarmee de dertienvoudige winnaar Chris Carr aftroefde ondanks het feit dat Nicky achteraan moest starten. Hayden heeft nooit een overwinning geboekt op een "mile track" waardoor hij niet toetreedt tot de "Grand Slam Club", iets wat Dick Mann, Kenny Roberts senior, Bubba Shobert en Doug Chandler wel hebben bereikt.

### MotoGP
Direct na het winnen van het AMA-superbikekampioenschap werd Hayden gevraagd deel te gaan nemen in het Repsol MotoGP-team van Honda. Hij werd hier teamgenoot van titelverdediger Valentino Rossi van wie velen vinden dat het de beste motorcoureur ooit is. Hayden leek hiervan echter niet onder de indruk en in zijn eerste MotoGP-seizoen eindigde hij op de vijfde plaats, rijdend op een RC211V. In het seizoen 2005 eindigde Hayden op de derde plaats achter Marco Melandri en winnaar Valentino Rossi.

### Wereldkampioen
In 2006 promoveerde Hayden naar de positie van eerste rijder in het Repsol Honda-team en kreeg de beschikking over het beste materiaal. In het kampioenschap leidde hij vanaf de derde race. In de voorlaatste race van het seizoen, op het circuit van Estoril in Portugal, miste de teamgenoot achter hem Dani Pedrosa het rempunt waardoor beiden uitgeschakeld werden. Rossi eindigde die race op de tweede plaats, 0,002 seconde achter winnaar Toni Elias. Met nog een wedstrijd te gaan stond Hayden hierdoor acht punten achter Rossi in het kampioenschap.
In de laatste race, op 29 oktober 2006, gebeurde iets onverwachts. Rossi probeerde een slechte start goed te maken, nam te veel risico en viel er in de vijfde ronde af. Hayden was op dat moment verwikkeld in een strijd om de eerste plaats. Nadat hij van zijn pitbemanning had vernomen dat Rossi was uitgevallen ging hij het rustiger aan doen en beëindigde de race op de derde plaats achter winnaar Troy Bayliss en Loris Capirossi. Hiermee behaalde hij het kampioenschap met slechts vijf punten voorsprong op Rossi.
Seizoen 2007 begon slecht voor Hayden. De machine presteerde niet genoeg voor hem terwijl teamgenoot Dani Pedrosa die problemen veel minder ondervond. Door een val op het circuit van Le Mans viel hij terug naar de elfde plaats in de tussenstand. Op zijn verzoek schakelden de technici het merendeel van de speciale elektronica in de Honda uit. Hierdoor kreeg Hayden weer meer controle over zijn machine en kwam zijn speciale, uit de dirt-track afkomstige, glijtechniek weer terug.

## Overlijden
Hayden werd op 17 mei 2017 in de buurt van Rimini in Italië aangereden door een auto toen hij een trainingsrit maakte op een racefiets. In een gespecialiseerde kliniek in Cesena bleek dat hij ernstig hersenletsel had opgelopen. Nadat enkele dagen lang geen vooruitgang zichtbaar was in het herstel van Hayden, overleed hij vijf dagen na het ongeluk op 35-jarige leeftijd.

## Trivia
- Hayden heeft twee broers die eveneens professioneel motorcoureur zijn, Tommy en Roger Lee, en twee zussen.
- Hayden beschouwde Bubba Shobert, Will Davis en Lance Armstrong als zijn persoonlijke helden.
- Zijn traditionele racenummer 69 was hetzelfde nummer als zijn vader gebruikte.

## Carrière
|                                  | jaar | klasse | motor  | positie  | overwinningen | podium |
| -------------------------------- | ---- | ------ | ------ | -------- | ------------- | ------ |
| Wereldkampioenschap wegrace 2003 | 2003 | MotoGP | Honda  | 5        | geen          | 2      |
| Wereldkampioenschap wegrace 2004 | 2004 | MotoGP | Honda  | 7        | geen          | 2      |
| Wereldkampioenschap wegrace 2005 | 2005 | MotoGP | Honda  | 3        | 1             | 6      |
| Wereldkampioenschap wegrace 2006 | 2006 | MotoGP | Honda  | kampioen | 2             | 10     |
| Wereldkampioenschap wegrace 2007 | 2007 | MotoGP | Honda  | 8        | geen          | 3      |
| Wereldkampioenschap wegrace 2008 | 2008 | MotoGP | Honda  | 6        | geen          | 2      |
| Wereldkampioenschap wegrace 2009 | 2009 | MotoGP | Ducati | 13       | geen          | geen   |
| Wereldkampioenschap wegrace 2010 | 2010 | MotoGP | Ducati | 7        | geen          | 1      |
| Wereldkampioenschap wegrace 2011 | 2011 | MotoGP | Ducati | 8        | geen          | 1      |
| Wereldkampioenschap wegrace 2012 | 2012 | MotoGP | Ducati | 9        | geen          | geen   |
| totaal                           |      |        |        |          | 3             | 27     |

* Gegevens bijgewerkt t/m 2009 GP van de Verenigde Staten